# Callicarpa hitchcockii
Callicarpa hitchcockii là một loài thực vật có hoa trong họ Hoa môi. Loài này được Millsp. mô tả khoa học đầu tiên năm 1909.